# 大衛·麥肯齊 (導演)
大衛·麥肯齊（英語：David Mackenzie，1966年5月10日—）是一名蘇格蘭男導演、製片人和編劇，西格瑪影業的共同創始人。較著名的作品如《烈火亞當》（2003年）、《在屋頂上流浪》（2007年）、《末日情緣》（2011年）、《超危險人物》（2013年）和《赴湯蹈火》（2016年）。
弟弟阿拉斯泰爾·麥肯齊是名演員，同時也是西格瑪影業的共同創始人。

## 作品列表

### 電影
- 1994：《Dirty Diamonds》-導演（短片）
- 1997：《California Sunshine》-導演（短片）
- 2000：《Somersault》-導演（短片）
- 2000：《Marcie's Dowry》-導演（短片）
- 2002：《最後的荒野（英语：The Last Great Wilderness）》-導演，編劇
- 2003：《烈火亞當（英语：Young Adam (film)）》-導演，編劇
- 2005：《愛慾癡狂（英语：Asylum (2005 film)）》-導演
- 2007：《在屋頂上流浪（英语：Hallam Foe）》-導演，編劇
- 2009：《情聖終結者（英语：Spread (film)）》-導演
- 2011：《末日情緣》-導演
- 2011：《手銬情人（英语：You Instead）》-導演
- 2013：《超危險人物（英语：Starred Up）》-導演
- 2016：《赴湯蹈火》-導演[3]（提名—第74届金球奖最佳剧情片）
- 2018：《不法國王》-導演，監製，編劇
- 2024：《传话人》-導演，監製，編劇

### 電視
- 2017：《毀滅之境（英语：Damnation (TV series)）》-執行製片人（1集）
- 2020：《居家自制（英语：Homemade (TV series)）》-導演（1集）
- 2022：《天堂的旗幟下》-導演，執行製片人（2集）

## 外部連結
- 大衛·麥肯齊在互联网电影资料库（IMDb）上的資料（英文）